# یاهو!
شرکت یاهو! (به انگلیسی: Yahoo Inc) یک شرکت چندملیتی آمریکایی است که در زمینهٔ اینترنت و نرم‌افزار فعالیت دارد و دفتر مرکزی آن در سانی‌ویل، کالیفرنیا در ایالات متحده آمریکا است. یاهو یکی از سایت‌های اینترنتی است که امکانات زیادی مانند موتور جستجوی یاهو، ایمیل یاهو، یاهو! مسنجر، اخبار یاهو، گروه یاهو، پاسخ یاهو، تبلیغات، نقشه‌های آنلاین، اشتراک‌گذاری ویدئو و عکس، ورزش‌های فانتزی و شبکه‌های اجتماعی را در اختیار کاربران اینترنت گذاشته‌است.
این شرکت مالک دو سایت تامبلر و فلیکر نیز می باشد.
یاهو توسط جری یانگ و دیوید فیلو، در ژانویه سال ۱۹۹۴ تأسیس شد و در تاریخ ۱ مارس ۱۹۹۵، بین مردم شناخته شد. در تاریخ ۱۳ ژانویه ۲۰۰۹، یاهو کارول بارتز را که مدیر اجرائی سابق دریافت رمز عبور بود، به عنوان مدیر اجرائی و رئیس جدید و عضو هیئت مدیره منصوب کرد. در روز ۶ سپتامبر ۲۰۱۱، کارول بارتز برکنار شد و تیم مورس به عنوان مدیرعامل موقت شرکت برگزیده شد. در ۴ ژانویه ۲۰۱۲، اسکات تامپسون، رئیس سابق پی پال، مدیر اجرائی ارشد یاهو شد. در ۱۳ می ۲۰۱۲، اسکات تامپسون برکنار شد و راس لوینسون به عنوان مدیرعامل، موقتاً جایگزین او شد و در حال حاضر وی مدیرعامل یاهو است.
به گفتهٔ منابع خبری، در ماه، حدود ۷۰۰ میلیون نفر از وب‌سایت یاهو بازدید می‌کنند. یاهو خود نیز ادعا می‌کند در هر ماه در بیش از ۳۰ زبان، بیش از نیم میلیارد نفر مصرف‌کننده را جذب کرده‌است.

## تاریخچه

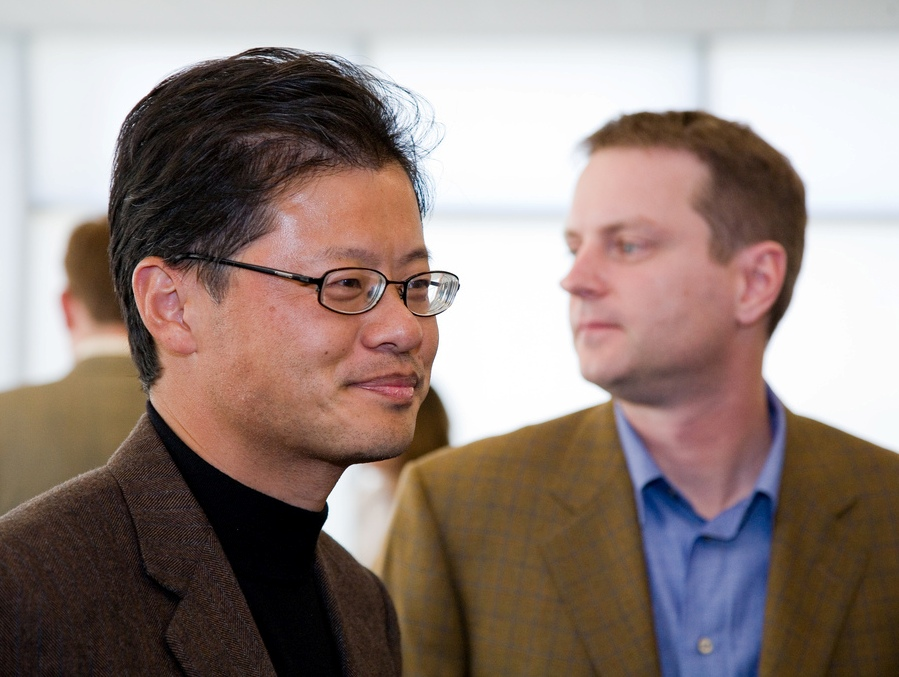
جری یانگ و دیوید فیلو، مؤسسان یاهو

در ژانویه ۱۹۹۴میلادی، جری یانگ و دیوید فیلو، دانشجویان فارغ‌التحصیل مهندسی برق دانشگاه استنفورد بودند که وب‌سایتی به نام «راهنمای جری و دیوید برای شبکهٔ جهانی وب» ایجاد کردند. راهنمای دیوید و جری، این قابلیت را داشت که وب‌سایت‌ها را جستجو کند. سرانجام این جستجوگر بهبود یافت و به یکی از جستجوگرهای محبوب جهان تبدیل شد. سرانجام در آوریل ۱۹۹۴، «راهنمای جری و دیوید برای شبکهٔ جهانی وب» به یاهو تغییر نام یافت.
دامنهٔ یاهو (Yahoo.com) در تاریخ ۱۸ ژانویه ۱۹۹۵ ساخته شد.

### معنای یاهو
این کلمه برای اولین بار در کتاب سفرهای گالیور مورد استفاده قرار گرفته و به معنی شخصی است که دارای ظاهر و رفتاری زننده است. مؤسسین سایت، «جری یانگ» و آ «دیوید فیلو»، نام سایت‌شان را yahoo گذاشتند چون فکر می‌کردند خودشان هم این‌طوری هستند.

### محبوبیت
یاهو در سراسر دهه ۱۹۹۰ به سرعت بزرگ شد. یاهو به محبوب‌ترین جستجوگر اینترنت تبدیل شد و رشد فوق‌العاده‌ای داشت. قیمت سهام یاهو سر به آسمان کشید؛به‌طوری‌که در تاریخ ۳ ژانویه ۲۰۰۰، قیمت هر سهم یاهو به ۱۱۸٫۷۵ دلار رسید. در طول این سال‌ها، رقیب دیرینهٔ یاهو، گوگل بوده‌است و هنوز هم از یاهو پیش است. یاهو در سال ۲۰۰۷، برای رقابت با جیمیل، ایمیل خود را رونمایی کرد. در سال ۲۰۰۸، یاهو چند تن از بزرگانش را اخراج کرد.

### پیشنهادهای خرید یاهو
در فوریه ۲۰۰۸، مایکروسافت به یاهو پیشنهاد داد که می‌خواهد یاهو را با قیمت ۴۴٫۶ میلیارد دلار بخرد. یاهو به‌طور رسمی این پیشنهاد را رد کرد و گفت که یاهو حاصل سال‌ها تلاش مدیران و سهامداران بوده‌است. در ژانویه ۲۰۰۹ جری یانگ، کارول بارتز را مدیرعامل و رئیس هیئت مدیرهٔ کرد. در سپتامبر ۲۰۱۱، تیم مورس جایگزین کارول بارتز شد و به‌طور موقت مدیرعامل یاهو شد.
یاهو هم پیشنهاداتی برای خریدن دیگر کمپانی ها ارائه میداد، اما موفق نبود. یاهو بارها میتوانست گوگل را به طور کامل بخرد، که اولین بار در سال های شروع پیشرفت یاهو، مدتی بعد از سال 1995 بود. یاهو که در آن زمان با سرعت زیادی در حال پیشرفت بود و موفق ترین کمپانی ارائه خدمات اینترنتی محسوب میشد، به طوری که مرورگر یاهو دومین و سپس به اولین مرورگر پراستفاده در جهان تبدیل شده بود و در کنار یاهو میل دیگر سرویس های یاهو، موفقیت بسیاری برای یاهو به ارمغان آورده بود.
در آن زمان یاهو میتوانست گوگل را با یک یا دو میلیارد دلار بخرد (گوگل در حال حاضر بیش از صد میلیارد دلار ارزش دارد و یکی از بزرگترین شرکت های فناوری است که خدمات بسیار متنوعی ارائه میدهد.) اما مدیران یاهو ترجیح دادند اینکار را نکنند و علت را هم گران بودن مبلغ پیشنهادی عنوان کردند. و در طی ده سال بعدی هم یک بار دیگر شانس طلایی خریدن گوگل با قیمت 10 الی 15 میلیارد دلار را داشتند اما باز هم اینکار را نکردند. از این رو یاهو یکی از پر اشتباه ترین مدیریت های تاریخ را داراست و یکی از بدترین شکست های تاریخ فناوری محسوب میشود.

### شایعه‌ای در سال ۲۰۱۲
در اوایل سال ۲۰۱۲، پس از انتصاب اسکات تامپسون به عنوان مدیرعامل جدید، شایعات زیادی دربارهٔ اخراج بزرگان یاهو به وجود آمد. در ۴ آوریل ۲۰۱۲، یاهو اعلام کرد که قطعاً ۲۰۰۰ نفر از کارمندانش را (حدود ۱۴٪ کارمندانش را) اخراج خواهد کرد. قبل از اخراج آن‌ها یاهو ۱۴٫۱۰۰ کارمند داشت. در ایمیلی ارسال‌شده به کارمندان اخراج شدهٔ یاهو، اسکات تامپسون از آن‌ها خواست که برای جستجو در اینترنت از جستجوگر یاهو استفاده کنند.
در تاریخ ۱۳ مه ۲۰۱۲، یاهو در یک مصاحبهٔ مطبوعاتی رسماً اعلام کرد که اسکات تامپسون برکنار شده‌است و هم‌اکنون راس لوینسون جایگزین اوست. در ژوئن ۲۰۱۲، یاهو مدیر سابق گوگل، مایکل بارت را به عنوان افسر ارشد درآمد خود استخدام کرد.

## جستجوگر
جستجوگر یاهو دومین جستجوگر برتر اینترنت پس از جستجوگر گوگل است که ۶٫۴۲٪ از کاربران اینترنت با این جستجوگر در اینترنت جستجو می‌کنند و ۸۵٫۳۵٪ کاربران اینترنت با جستجوگر گوگل، در فضای اینترنت جستجو می‌کنند. جستجوگر یاهو در واقع رابط بین کاربر اینترنت و وبلاگها و دیگر قسمت‌های اینترنت است. جستجوگر یاهو سال‌های زیادی برترین جستجوگر اینترنت بود که با آمدن گوگل، این عنوان را به گوگل تقدیم کرد.
در تاریخ ۲۹ ژوئیه ۲۰۰۹، مایکروسافت و یاهو یک قرارداد امضاء کردند که جستجوگر مایکروسافت (بینگ)، قدرت جستجوگر یاهو را داشته باشد.
موتور جستجوی جدید این شرکت با نام OneSearch در سال ۲۰۲۰ راه اندازی گردیده که از دیتابیس بینگ کمک گرفته و تمرکز آن روی حفظ حریم شخصی افراد است. .

## وب‌سایت
وب‌سایت یاهو در سال ۲۰۱۲، به گفتهٔ وب‌سایت معتبر الکسا، پس از گوگل، فیس بوک و یوتیوب، چهارمین سایت پربازدید جهان شناخته شد. سایت یاهو جذابیت بالایی دارد که در زیر بعضی از سرویس‌های این سایت معرفی می‌شود.

### تأمین مالی
یاهو یک سرویس فراهم کرده‌است که اطلاعات مالی یاهو را گزارش می‌دهد. این قسمت از وب‌سایت یاهو در ماه فوریه سال ۲۰۱۰، بیش از ۲۳ میلیون بازدیدکننده داشت.
یاهو در این قسمت قیمت سهام نرخ ارز، سهام، شرکت منتشرکننده در مطبوعات و گزارش‌های مالی، ارزیابی سهام و برخی از ابزارهای میزبانی برای مدیریت امور مالی شخصی را اطلاع می‌دهد.

### فلیکر

لوگوی فلیکر

فلیکر یکی از معروف‌ترین سایت‌های اشتراک‌گذاری عکس و ویدئو است که در سال ۲۰۰۴ ایجاد شد و در سال ۲۰۰۵ توسط یاهو خریداری شد. این سایت علاوه بر اشتراک‌گذاری ویدئو و عکس، امکان وبلاگ‌نویسی را نیز دارد. یاهو در ژوئن ۲۰۱۱ گزارش داد که فلیکر تاکنون ۵۱ میلیون عضو و ۸۰ میلیون بازدیدکنندهٔ منحصر به فرد دارد. در اوت ۲۰۱۱، منابع خبر دادند که در فلیکر بیش از ۶ میلیارد عکس وجود دارد و این آمار هم چنان رو به رشد است. دسترسی به عکس‌ها و ویدئوهای فلیکر، نیازی به ایجاد حساب کاربری ندارد. تنها کسانی در فلیکر امکان اشتراک‌گذاری عکس و ویدئو را دارند، که در فلیکر حساب کاربری ایجاد کرده باشند. برای تلفن‌های همراه، با استفاده از نرم‌افزار (اپلیکیشن) که مخصوص سیستم عامل اندروید و ویندوز فون ۷ تلفن همراه است، به کاربران فلیکر در تلفن همراه هم امکان استفاده از این امکانات داده شده‌است.

### بازی‌ها
بازی‌های یاهو بخشی از وب‌سایت یاهو است که در آن کاربران یاهو می‌توانند یا به تنهایی و یا با دیگر کاربران یاهو بازی کنند. بازی‌های یاهو معمولاً جاوا و فلش است و بعضی دیگر نیز برای اجراشدن، باید دانلود شوند.
این سایت، هم چنین ویژگی‌های «همه ستاره» برای کاربران را دارد که کاربران همه ستاره در بازی‌های یاهو امتیازات عالی می‌گیرند. کاربران همه ستاره، بدون دانلود بازی‌ها نمی‌توانند آن‌ها را بازی کنند. هم‌اکنون نام این بخش بازی‌های ویدئویی است که قبلاً بازی‌ها دامنه بوده‌است. در آوریل ۲۰۱۱، تعداد بازی‌های یاهو به ۱۴۰۰ رسید که بیشتر آن‌ها در خارج توسعه داده شده‌اند.

### ایمیل
ایمیل یاهو، یکی از معروف‌ترین و بهترین سرویس‌های ایمیل است که توسط یاهو به صورت رایگان ارائه شده‌است. این سرویس ایمیل رایگان، در سال ۱۹۹۷ افتتاح شد و با ۳۱۰ میلیون کاربر در اکتبر ۲۰۰۷، دومین سرویس ایمیل محبوب در ایالات متحده آمریکا و سراسر دنیاست.
ایمیل یاهو تا به حال سه نسخه داشته‌است. اولین نسخه از ایمیل یاهو که ایمیلی سنتی و کلاسیک (قدیمی) بود، در سال ۱۹۹۷ معرفی شد که تنها شامل رابط کاربری بود. نسخهٔ دوم ایمیل یاهو نیز در سال ۲۰۰۵ معرفی شد که شامل رابط کاربری جدید، قابلیت جستجوی بهبودیافته، آدرس خودکار کامل، زبانه‌ها و ویژگی‌های دیگر بود. نسخهٔ سوم ایمیل یاهو نیز در اکتبر سال ۲۰۱۰ منتشر شد که ایمیل یاهو (بتا) نام گرفت، که شامل طراحی جدید، بهبود عملکرد، قابلیت جستجو و یکپارچگی بهبودیافته در فیس‌بوک بود. در ماه مه ۲۰۱۱، تست بتا برای نسخهٔ جدید متوقف شد و همین نسخه ادامه یافت.
در اوایل سال ۲۰۰۸، یاهو ذخیره‌سازی ایمیل‌های نامحدود برای کاربران را شروع کرد تا رقیبانش را کنار زند.
در تاریخ ۲۹ ژوئن ۲۰۰۸، یاهو مسنجر با ایمیل یاهو یکپارچه شد.

### مسنجر

لوگوی یاهو مسنجر

یاهو مسنجر (گاهی اوقات به اختصار YIM یا YM)، معروف‌ترین نرم‌افزار چت (گفتگوی اینترنتی) است که توسط یاهو ارائه شده‌است. یاهو مسنجر به صورت رایگان ارائه شده‌است. برای ورود به سیستم یاهو مسنجر، باید ایمیل و رمز عبور ایمیل خود را وارد کنید و وارد اتاق‌های چت شوید.
این نرم‌افزار پیام‌های متنی را با بالاترین سرعت ممکن می‌رساند و هم چنین کاربران این نرم‌افزار در سراسر دنیا می‌توانند تصویر طرف مقابل را از وب‌کم دریافت کنند.
یاهو به‌طور رسمی اعلام نمود که تمام چت‌روم‌های عمومی خود را تعطیل می‌کند.
یاهو در این خبر که در سایت رسمی خود منتشر کرد، اشاره کرد که تا
تاریخ ۱۴ دسامبر ۲۰۱۲، این سرویس کاملاً از دسترس خارج می‌گردد و همین گونه شد.
یاهو گفته که هدف از این اقدام، آغاز کار بر روی سرویس‌های جدید،
تمرکز و بهبود سرویس‌های فعلی است.
سرویس یاهو مسنجر در حال حاضر منسوخ شده و نرم‌افزار آن غیرفعال می‌باشد.

### فیلم‌ها
فیلم‌های یاهو، یکی از بخش‌های وب‌سایت یاهو است که شامل کلیپ‌ها، اطلاعات اداری، داستان و فیلم تئاتر است. بخش فیلم‌ها در یاهو نیز دارای عکس‌های مختلف و گالری عکس‌های بازیگران است. کاربران در این قسمت می‌توانند بررسی‌های کاربران دیگر، توصیه‌های شخصی فیلم و خرید آنلاین بلیط فیلم را بررسی کنند.

### موسیقی‌ها
موسیقی‌های یاهو، متعلق به شرکت یاهو است که ارائه‌دهندهٔ انواع خدمات موسیقی مانند رادیو اینترنتی، فیلم‌های موسیقی، اخبار، اطلاعات مربوط به هنرمندان و برنامه‌نویسی اوریجینال است. کاربرانی که در یاهو حساب کاربری ایجاد کرده باشند، امکان دسترسی به صدها هزار موسیقی مرتب‌شده بر اساس نام هنرمند، آلبوم، موسیقی و سبک موسیقی را دارند.

### یاهوی من
یاهوی من، به کاربران یاهو اجازه می‌دهد بر روی یک صفحه ویژگی‌های مورد علاقهٔ خود را پیدا کنند.

### اخبار
اخبار یاهو، مبتنی بر اخبار گردآوری شده توسط یاهو است. این اخبار دربارهٔ ایالات متحده آمریکا، جهان، کسب و کار، سرگرمی، دانش، بهداشت، آب و هوا، اخبار عکس، عملیات و … است.
مقالات اخبار یاهو از اخبارهای دیگر مانند آسوشیتد پرس، رویترز، خبرگزاری فرانسه، فاکس نیوز، هفت اخبار، اخبار بی‌بی‌سی و … است.
نخستین‌بار اخبار یاهو در سال ۲۰۰۱ بر روی وب‌سایت یاهو منتشر شد. اخبار یاهو ایدهٔ مهندس نرم‌افزار آن تونی تام بود و توسط وی اجرا شد. by its software engineer Tony Tam.
اخبار یاهو در ۱۹ دسامبر ۲۰۰۶ غیرفعال شد و با توجه به نظرات دوباره در تاریخ ۲ مارس ۲۰۱۰ فعال شد. اخبار یاهو دوباره بین ۱۰ دسامبر ۲۰۱۰ تا ۱۵ دسامبر ۲۰۱۱ غیرفعال شد و هم‌اکنون فعال است.
در ژوئن ۲۰۱۱، سیستم مدیریت اخبار یاهو بازسازی شد و برای کشورها و زبان‌های مختلفی مانند آرژانتین، برزیل، کانادا، انگلیس، شیلی، کلمبیا، مکزیک، پرو، اسپانیا (آمریکایی)، ونزوئلا، هنگ کنگ، انگلیس (هندی)، مرآتی، تامیل، اندونزی، مالزی، فیلیپین، سنگاپور، تایوان، فرانسه، آلمان، ایتالیا، اسپانیا، و بریتانیا ساخته شد.

### املاک
املاک یاهو، توسط یاهو در ماه ژوئن سال ۱۹۹۸ ساخته شد و خدماتی مانند خریداران خانه، فروشندگان و مستاجرها را شامل می‌شود. این بخش از وب‌سایت یاهو، با دسترسی به بیش از ۴ میلیون نفر برای فروش و اجارهٔ آپارتمان، خانه، املاک و مستغلات، یکی از بهترین وب‌سایت‌های خرید و فروش و اجاره املاک است. املاک یاهو، کاربران یاهو را با ابزار مفید املاک و مستغلات، خریداران خانه، ردیابی ارزش خانه و به دست آوردن وام‌های مسکن کمک می‌کند. در ژوئیه ۲۰۱۲، در املاک یاهو، ۴ میلیون ملک قابل‌فروش در دسترس بودند.

### صفحهٔ نمایش
صفحهٔ نمایش یاهو (قبلاً یاهو ویدئو)، یکی از وب‌سایت‌های اشتراک‌گذاری ویدئو است که کاربران در آن می‌توانند ویدئوهای خود را به اشتراک بگذارند. (آپلود کنند) این سرویس اینترنتی توسط یاهو ایجاد شد و تحت مالکیت یاهو است.
در تاریخ ۱۵ دسامبر ۲۰۱۰، امکان آپلود عکس برداشته شد. در اکتبر ۲۰۱۱، یاهو ویدئو به صفحه نمایش یاهو تغییر نام داد.

### خرید
خرید یاهو، سرویس خرید یا مقایسهٔ قیمت می‌باشد. در ماه آوریل سال ۲۰۰۴، یاهو در ۶ کشور سرویس مقایسهٔ قیمت کلکو (Kelkoo) را راه‌اندازی کرد.

### ورزش‌ها
ورزش‌های یاهو، در تاریخ ۸ دسامبر ۱۹۹۷ راه‌اندازی شد. این بخش از سایت یاهو، بیشتر اطلاعات خود را شرکت Stats دریافت می‌کند. ورزش‌های یاهو، برگرفته شده از نوشته‌های نویسنده‌های مختلف و صفحات تیم‌ها در تقریباً هر رشته ورزشی در آمریکای شمالی است. (قبل از راه‌اندازی ورزش‌های یاهو، عناصر خاصی از سایت به عنوان صفحهٔ رتبه‌بندی یاهو شناخته شد.)

### مسافرت
مسافرت یاهو، سایتی پژوهشی از سفر است. مسافرت یاهو، راهنماهای سفر، رزرو و خدمات را ارائه می‌دهد.

## محصولات و خدمات
وب پورتال یاهو خدمات بسیاری را مانند سرگرمی و اطلاعات ورزشی ارائه می‌دهد. این پورتال هم چنین امکان دسترسی به سرویس‌های دیگر یاهو مانند ایمیل یاهو، نقشهٔ یاهو، امور مالی یاهو، گروه‌های یاهو و یاهو مسنجر را می‌دهد.

### ذخیره‌سازی اطلاعات شخصی و استفاده از ردیابی
روزنامه نیویورک تایمز نشان داد که یاهو می‌تواند داده‌ها را به خصوص نام‌های کاربری جمع‌آوری کند. اندازه‌گیری‌ها در دسامبر ۲۰۰۷ نشان داده‌است که یاهو در هر ماه می‌تواند ۲۵۰۰ پروندهٔ بازدیدکنندهٔ خود را ذخیره کند و نیز می‌تواند تا ۱۳ ماه، سایت‌هایی که بازدیدکننده در جستجوگر یاهو تایپ کرده‌است را ذخیره کند. با این حال آدرس آی پی کاربرانی که با یاهو جستجو می‌کنند، پس از ۳ ماه حذف خواهد شد.
در تاریخ ۲۹ مارس ۲۰۱۲، یاهو اعلام کرد که به کاربرانش اجازه می‌دهد وب‌سایت بازدیدشده و تبلیغات سفارشی را ردیابی کنند.

### ارتباط
یاهو خدمات ارتباطی گسترده‌ای مانند ایمیل یاهو فراهم می‌کند. در مارس ۲۰۰۷، یاهو اعلام کرد که ذخیره‌سازی ایمیل‌ها کاربران ایمیل یاهو نامحدود شده‌است.
یاهو همچنین خدمات شبکه‌های اجتماعی مانند وب‌سایت شخصی یاهو، یاهو °۳۶۰، خوشمزه، فلیکر و یاهو وزوزرا ارائه می‌دهد. در دسامبر ۲۰۱۰ گزارش شد که یاهو، یاهو وزوز، MyBlogLog و تعداد انگشت‌شماری از محصولات دیگر خود را خواهد بست.
در تاریخ ۲۰ سپتامبر ۲۰۰۷، عکس یاهو در حمایت از فلیکر بسته شد. در ۱۶ اکتبر سال ۲۰۰۶، یاهو اعلام کرد که دیگر نمی‌خواهد از یاهو °۳۶۰ حمایت و پشتیبانی کند و سرانجام یاهو، یاهو °۳۶۰ را بست.

### محتوا
شرکای یاهو برای محصولات یاهو مانند ورزش‌های یاهو، امور مالی یاهو، موسیقی یاهو، فیلم‌های یاهو، اخبار یاهو، پاسخ‌های یاهو و بازی‌های یاهو و ارائه محتوای رسانه‌ها و اخبار، مطلب ارائه می‌دهند. یاهو نیز خدمات شخصی و یاهوی مرا فراهم می‌کند تا کاربران بتوانند مورد علاقه‌های خود را بر روی یک صفحه پیدا کنند.
در تاریخ ۳۱ مارس ۲۰۰۸، یاهو، یاهو شاین را راه‌اندازی کرد که یک سایت مناسب برای زنان به دنبال اطلاعات و مشاوره بین سنین ۲۵ و ۵۴ است.

### شرکت‌های خدمات اینترنتی
یاهو با شرکت‌های ارائه‌دهندهٔ پهنای باند مانند AT&A (از راه BellSouth و SBC) همکاری دارد. همچنین یاهو با ورایزون ارتباطات، راجرز ارتباطات و مخابرات بریتانیا همکاری دارد.

### موبایل
یاهو موبایل، خدمات ایمیل، پیام‌های فوری، وبلاگ‌نویسی با تلفن همراه، خدمات اطلاع‌رسانی، جستجو و هشدار را ارائه می‌دهد. خدمات تلفن‌های همراه دوربین‌دار شامل سرگرمی، زنگ‌ها و عکس‌های یاهو است.
در تاریخ ۲۰ مارس ۲۰۰۷، یاهو سیستم جستجوگر خود را برای تلفن‌های همراه با نام oneSearch ارائه داد. مقامات یاهو اظهار داشتند که این جستجوگر فقط نباید وب‌های معمولی را جستجو کند و باید بتواند اطلاعات واقعی شامل عناوین خبری، عکس‌های سایت یاهو فلیکر، لیست کسب و کار، آب و هوای محلی و لینک‌های سایت‌های دیگر در سایت یاهو را جستجو کند.

### تجارت
یاهو خدمات بازرگانی زیادی مانند خرید یاهو، املاک یاهو و مسافرت یاهو که کاربران در آن‌ها می‌توانند اطلاعات جمع کنند، معاملات تجاری انجام دهند و خرید آنلاین کنند. مزایده یاهو در سال ۲۰۰۷ برای آسیا قطع شده‌است.

### کسب و کار کوچک
یاهو ارائه‌دهندهٔ خدماتی مانند دامنه میزبانی وب یاهو، راه حل بازرگانی یاهو، ایمیل کسب و کار یاهو و فروشگاه یاهو است که به بازرگانان کوچک و حرفه‌ای اجازه می‌دهد فروشگاه‌های آنلاین خود را با استفاده از ابزار یاهو بسازند.
در ۲۴ مه ۲۰۱۲، یاهو مرورگر اینترنت راه‌اندازی کرد. این مرورگر در حال حاضر برای دستگاه‌های تلفن همراه اپل در دسترس است و روی دسکتاپ است.

### تبلیغات
درآمد یاهو از جستجوگرش، تبلیغات محلی، محصولات، خدمات، وب‌سایت و … به دست می‌آید.
پس از بسته شدن نسخهٔ بتا در تاریخ ۳۰ آوریل ۲۰۱۰، شبکهٔ یاهو بازسازی شد و در نسخهٔ جدید یک ابزار تبلیغاتی روی شبکه قرار داده شد که کاربرانی که در یاهو تبلیغ می‌کنند، می‌توانند از این راه کسب درآمد کنند.
سیستم جدید تبلیغات اینترنتی یاهو در تاریخ ۵ فوریه ۲۰۰۷ راه‌اندازی شد و پاناما نام گرفت که قابلیت خرید و فروش را دارد. این سیستم این اجازه را به تبلیغ‌کنندگان خود می‌دهد که تبلیغ مورد علاقهٔ خود را جستجو کنند. از راه پاناما، یاهو قصد دارد درآمد زیادی از تبلیغات به دست آورد.
در ۷ آوریل ۲۰۰۸، یاهو اعلام کرد APT از یاهو که در اصل !AMP نامیده می‌شود، بسترهای نرم‌افزاری مدیریت آنلاین تبلیغات خواهد شد. بسترهای نرم‌افزاری به دنبال تبلیغات و خرید و فروش و بازار ساده است. این سرویس در سپتامبر ۲۰۰۸ راه‌اندازی شد.
در سپتامبر ۲۰۱۱، یاهو مشارکت استراتژیک در فروش تبلیغات به راه انداخت که از دو رقیب برترش AOL و مایکروسافت پیشی گرفت.

### یاهوی بعدی
یاهو پس از زمین انکوباسیون، برای فناوری‌های آیندهٔ خود در حال حاضر در تست بتا می‌باشد. صفحهٔ آن توسط جری یانگ و شین آن توسط دیوید فیلو ساخته خواهد شد.

## آمار مالی
| سال      | ۲۰۰۳  | ۲۰۰۴  | ۲۰۰۵  | ۲۰۰۶   | ۲۰۰۷  | ۲۰۰۸  | ۲۰۰۹   | ۲۰۱۰   | ۲۰۱۱   |
| -------- | ----- | ----- | ----- | ------ | ----- | ----- | ------ | ------ | ------ |
| فروش     | ۱٫۶۲۵ | ۳٫۵۷۴ | ۵٫۲۵۸ | ۶٫۴۲۶  | ۶٫۹۶۹ | ۷٫۲۰۸ | ۶٫۴۶۰  | ۶٫۳۲۴  | ۴٫۹۸۴  |
| مثال     | ۴۵۳   | ۱٫۰۰۰ | ۱٫۵۰۵ | ۱٫۰۶۶  |       |       |        |        |        |
| مثال     | ۲۳۸   | ۸۴۰   | ۱٫۸۹۶ | ۷۵۱    | ۶۶۰   | ۴۲۴   | ۵۹۷    | ۱٫۲۳۱  |        |
| کارمندان | ۵٫۵۰۰ | ۷٫۶۰۰ | ۹٫۸۰۰ | ۱۱٫۴۰۰ |       |       | ۱۳٫۹۰۰ | ۱۳٫۲۰۰ | ۱۴٫۱۰۰ |

### درآمد تبلیغاتی
در ژانویه ۲۰۱۰، یاهو بزرگ‌ترین سهم بازار جهان را در تبلیغات نمایش آنلاین برگزار کرد.

## ارائه خدمات در ایران
در سپتامبر ۲۰۱۳، یاهو! اعلام کرد که با ایران قطع ارتباط خواهد کرد و در همین راستا، نام ایران از فهرست کشورهایی که هنگام نام‌نویسی پست الکترونیک دیده می‌شود حذف شده‌است. بدین ترتیب کاربران مقیم ایران با توجه به سیستم جدید عضویت در پست الکترونیک یاهو! مبنی بر ضرورت واردکردن شماره تلفن کاربر، نخواهند توانست در آن حساب جدید باز کنند. گفته می‌شد دسترسی به سرویس یاهو! مسنجر نیز برای کاربران ایرانی غیرفعال خواهد شد.
در سپتامبر ۲۰۱۴، یاهو! با واردکردن نام ایران داخل فهرست پیش‌شماره کشورها در صفحهٔ ثبت‌نام، امکان ساخت حساب کاربری را برای کاربران ساکن ایران فراهم نمود.

## تغییر نام یاهو به آلتابا
بعد از معامله ۴٫۸ میلیاردی دلاری مبنی بر خرید دارایی‌های اینترنتی شرکت یاهو، یاهو گزارش داد که نام خودش را به آلتابا تغییر خواهد داد. سخنگوی شرکت یاهو تأیید کرد که تیم مدیریتی این شرکت با تغییر نامش به آلتابا (Altaba Inc) از این کمپانی بزرگ کوچ می‌کند. طبق این گزارش در اولین فرصت ماریسا مایر، مدیرعامل این شرکت، پس از نهایی کردن قرارداد با شرکت ورایزون از هیئت مدیره کناره‌گیری خواهد کرد. یاهو همچنین در بیانیۀ خود که در تاریخ21 دی ماه 1395 هجری خورشیدی منتشر کرد اعلام داشت شرکتی که پس از تکمیل این انتقال باقی می‌ماند، «آلتابا» نامیده خواهد شد. هک اطلاعات بیش از ۱ و نیم میلیارد کاربر یاهو، انتقال آن را به شرکت «ورایزن کامیونیکیشنز» با ابهامات زیادی روبرو کرده‌است. مدیران ورایزن ممکن است به دلیل افزایش بی‌اعتمادی کاربران به یاهو، از خرید این شرکت صرف‌نظر کنند.